# Рафаель Сото
Рафаель Сото (ісп. Rafael Soto, 14 жовтня 1957) — іспанський вершник.
Срібний призер Олімпійських Ігор 2004 року в командній виїздці, учасник 1996, 2000 років.
Срібний призер Чемпіонату Європи з виїздки 2003 року в командній виїздці.
Бронзовий призер Всесвітніх ігор з кінного спорту 2002 року.